# Katydata
Katydata, Katidata o Katydhata (en griego Κατύδατα) es una pequeña población del distrito de Nicosia.

## Descripción
Está ubicada a dos kilómetros al norte de Linou, sobre el camino que accede al Campo San Martín de UNFICYP (en Skouriotissa), a un kilómetro del mismo.
Se trata de un asentamiento muy antiguo, estrechamente asociado a la mina de cobre de Skouriotissa. Hasta la década de 1950, cientos de mineros vivían en el pueblo.
Algunas casas tradicionales, construidas con grandes piedras y ladrillos de barro, son arquitectónicamente interesantes. El pueblo destaca por su abundante vegetación.
Su población fue históricamente Grecochipriota. Su evolución es de permanente descenso. En el año 1946 era de 374. En el año 1960 de 366 (todos GkCyp). En 1982 era de 287, diez años después 203 y en 2001 de 186.
De acuerdo a los datos provisionales del censo 2021, Katydata cuenta con una población de 100 personas.
En el poblado se encuentra la Iglesia de Agios Ioannis Theologos (San Juan el Teólogo).

## Origen del nombre
Su nombre proviene de las palabras "Kato" (bajo) y "Ιδορ" (agua). Ello se debe a que en la zona fluye agua subterránea, es decir, "bajo el agua". 

## Museo
La localidad posee un pequeño museo dedicado a la minería en la zona. Fue creado por el Consejo Vecinal de la aldea. Esta en el centro de la población 35°04′57.0″N 32°53′17″E / 35.082500, 32.88806, contiguo a la Oficina del Concejo, compartiendo instalaciones con un centro cultural. 
Se pueden observar ejemplos de variedades de cobre y hierro y pigmentos tales como óxidos de cobre. Asimismo se encuentran antiguos implementos utilizados para la labor de extracción.